# Minuit
Pour les articles homonymes, voir Minuit (homonymie).
Vous pouvez aider à l'améliorer ou bien discuter des problèmes sur sa page de discussion.
- Il ne cite pas suffisamment ses sources. Vous pouvez indiquer les passages à sourcer avec {{référence nécessaire}} ou {{Référence souhaitée}}, et inclure les références utiles en les liant aux notes de bas de page. (Marqué depuis avril 2024)
- Certaines informations devraient être mieux reliées aux sources mentionnées dans la bibliographie ou les liens externes. Améliorez sa vérifiabilité en les associant par des références. (Marqué depuis avril 2024)

- Archive Wikiwix
- Bing
- Cairn
- DuckDuckGo
- E. Universalis
- Gallica
- Google
- G. Books
- G. News
- G. Scholar
- Persée
- Qwant
- (zh) Baidu
- (ru) Yandex
- (wd) trouver des œuvres sur Wikidata

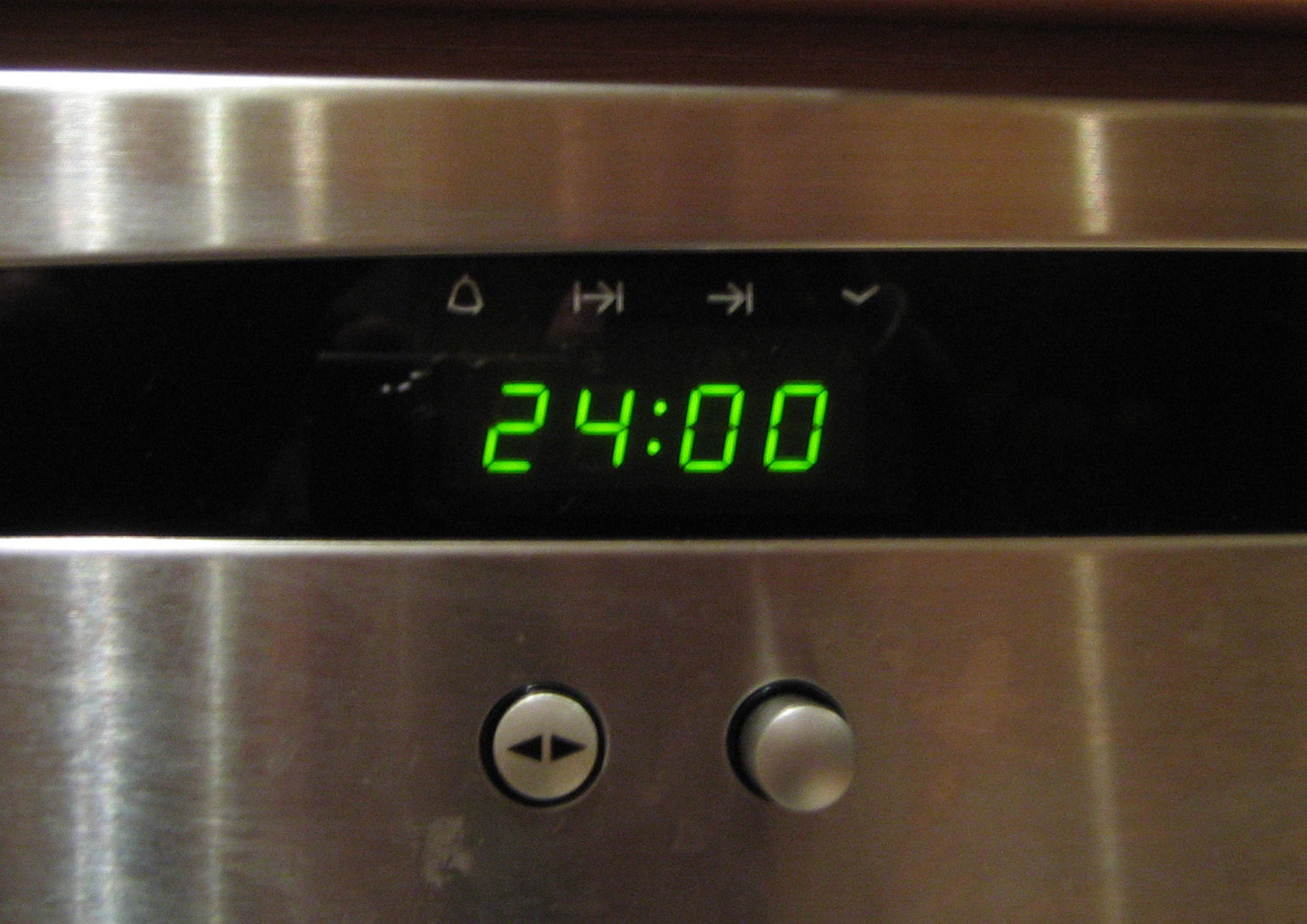
Minuit est la fin d'une journée et le début d'une autre et peut s'écrire : 00:00 - 12:00 AM - plus rarement, 24:00.

Minuit (de l'ancien français mie nuit) est la période de transition d'un jour à l'autre, le moment où la date change.

## Représentation
Les moyens les plus courants pour représenter ces temps sont :
- A) Utiliser une horloge de 24 heures (00:00 et 12:00, 24:00).
- B) Utiliser « 12 midi » ou « 12 minuit », bien que, à moins que la personne se réfère à un temps général et non un jour spécifique, « 12 minuit » est encore ambiguë.
- C) Préciser le temps entre deux jours ou dates successives (minuit samedi / dimanche ou minuit du 14 au 15 décembre).
- D) Utiliser 12:00 a.m. ou 11:59 p.m., comme il est utilisé lorsque l'ambiguïté peut avoir des conséquences graves, comme dans les contrats et les polices d'assurance.
- E) 00 h 00 est le début d'une nouvelle journée. 24 h 00 est la fin de la journée.

Minuit appartient au jour qui s'achève. Il y a douze coups d'horloge à minuit succédant aux onze coups de onze heures.

## Histoire du concept
Étymologiquement, "minuit" signifie « le milieu de la nuit ». Si cette expression était prise au pied de la lettre, pour huit heures de sommeil, nous nous coucherions vers 20 heures pour nous lever vers 4 heures du matin : c'est à peu de chose près ce que font les moines et la disposition qui assurerait les plus grandes économies d'énergie pour l'éclairage. Cependant, la courbe des températures extérieure est décalée de plusieurs heures par rapport à celle de l'éclairage, ce qui joue peut-être un rôle dans celui de nos choix d'éveil. Des dispositions propres à certains pays comme l'heure d'été renforcent ou contrarient ce décalage.
Dans l'Antiquité romaine, minuit était à mi-chemin entre le coucher du soleil et le lever du soleil (c'est-à-dire le minuit solaire), variant selon les saisons. Le minuit solaire est l'instant où le soleil est le plus proche du nadir, à mi-chemin entre le crépuscule et l'aube. C'est le temps opposé au midi solaire, lorsqu’il se trouve au plus proche du zénith. En raison de l'apparition de fuseaux horaires, qui rendent le temps identique à travers une gamme de méridiens, et l'heure d'été, il coïncide rarement avec minuit sur une horloge. Le minuit solaire dépend de la longitude et de l'heure de l'année plutôt que d'un fuseau horaire.

## Traditions

### Le Nouvel An
Minuit est le moment très attendu pendant le réveillon de la Saint-Sylvestre : on s'embrasse, on écoute sonner les douze coups de minuit (en Espagne, on mange douze grains de raisin, un à chaque coup de minuit sonnant au carillon), on téléphone à sa famille et ses amis (ou on envoie des SMS), on tire des feux d'artifice.

### Noël
La messe de minuit est la messe traditionnelle des catholiques qui précède le jour de Noël, lors du réveillon de Noël. On y chante Minuit chrétiens.

### Heure limite
Dans le conte de Charles Perrault, Cendrillon est par la magie de sa marraine-fée parée d'une robe magnifique et dotée d'un carrosse de serviteurs et de pantoufles de verre qui vivront jusqu'au douzième coup de minuit.
Souvent, les parents accordent aux adolescents la « permission de minuit » : autorisation de sortir tard le soir, à condition de rentrer avant minuit.

### Heure magique et effrayante
Minuit est aussi l'heure des transformations, des sabbats de sorcières et autres loups-garous.
C'est aussi « l'heure du crime » dans les romans policiers.
Le romancier Stephen King a publié un recueil de nouvelles fantastiques et d'épouvante Four past Midnight. En français, ces nouvelles ont été publiées en deux volumes Minuit 2 et Minuit 4.